# 1395 Aribeda
1395 Aribeda је астероид чија средња удаљеност од Сунца износи 3,202 астрономских јединица (АЈ).
Апсолутна магнитуда астероида је 11,4 а геометријски албедо 0,051.